# Pow Wow (motorwiel)
De Pow Wow was een Amerikaans fabrikant van motorwielen met een horizontaal liggende eencilindermotor die bestond vlak na de Tweede Wereldoorlog. 